# Richard Henry Dana den yngre
Richard Henry Dana, född den 1 augusti 1815 i Cambridge, Massachusetts, död den 6 januari 1882 i Rom, var en amerikansk författare, son till diktaren Richard Henry Dana den äldre.
Dana studerade juridik men lämnade studierna 1834 på grund av en ögonsjukdom och blev i stället sjöman. Men han fullbordade sina juridikstudier senare. Han skrev en bok om sjörätt, The seaman's friend (1841) och kämpade mot slaveriet. Han fick senare stor framgång med två reseskildringar från Kalifornien och Kuba: Two years before the mast (1840) och To Cuba and back (1859).